# Frankel Leó
Frankel Leó (Újlak, 1844. február 25. – Párizs, 1896. március 29.) politikus, a Párizsi Kommün munka- és kereskedelemügyi bizottságának vezetője.

## Élete
Zsidó családban született. Eredetileg ötvös, aranyműves volt. 1861-től Németországban dolgozott, 1867-től a Volksstimme (a Népszava német nyelvű kiadásának) franciaországi tudósítója volt. Részt vett az I. Internacionálé munkájában. Letartóztatták, a Párizsi Kommün idején szabadították ki a börtönből. 1871. március 26-án beválasztották a párizsi kommünbe, és áprilisban a munka- és kereskedelemügyi bizottság vezetője, tulajdonképpen miniszter lett. A májusi bukás után, a kommünt követő véres megtorlás – a kiszabott halálbüntetés – elől sebesülten Londonba menekült. Londoni évei alatt az I. Internacionálé Főtanácsának tagja lett. Marx és Engels közvetlen munkatársa.
1876-ban visszatért Magyarországra, ahol a munkásmozgalom aktív szervezőjeként dolgozott. A német nyelvű Arbeiter Wochen-Chronik szerkesztője, majd 1880-ban a Magyarországi Általános Munkáspárt egyik alapítója.
1881-ben lázításért és államellenes szervezkedésért egy sajtóperben másfél éves börtönbüntetésre ítélték. Szabadulása után Franciaországban, Ausztriában és Nagy-Britanniában élt. Továbbra is aktívan részt vett a munkásmozgalomban.
Halálakor, 1896-ban több ezer francia munkás kísérte utolsó útjára a párizsi Père Lachaise temetőbe, ahol obeliszk őrzi emlékét. A Kerepesi temető Munkásmozgalmi Panteonjában nyugszik.

## Jenny Marx Confession Book-jának részlete
Frankel 1872 szeptemberében Hágában (ahol az Internacionálé kongresszusát tartották) kitöltötte Jenny Marx kérdéssorát, amelyet emlékkönyvébe gyűjtött (Confession Book). Frankel franciául adott válaszait Eleanor Marx jegyezte fel.
| Kérdés                                            | Válasz |
| Kedvenc erény                                     | szerénység (Goethével ellentétben, aki szerint: "Csak a nagyivók szerények." ("Nur die Lumpe sind bescheiden."))                             |
| – férfiaknál                                      | egyenesség ("Franchise") |
| – nőknél                                          | Engedelmességre bírni a szeretet által ("Se faisant [faire] obéir, en se faisant aimer")                                                     |
| – Fő személyiségjegy                              | Érzékeny ("Susceptible") |
| A boldogságról szóló elképzelés                   | Szeretni és szeretve lenni ("Liebend geliebt zu werden")                                                                                     |
| – és a szerencsétlenségről                        | Ha kizárnak az Internacionáléból |
| A vétek, amelyet megbocsájt                       | Minden olyat, ami társadalmi rendünkből fakad ("Tous ceux qui résultent de notre société")                                                   |
| – és amelyet megvet                               | Sekélyesség, képmutatás ("platitude, hypocrisie")                                                                                            |
| Kik váltják ki ellenszenvét                       | Az olyan emberek, akik minden intézményt szeretnek csak azért, mert azok léteznek                                                            |
| Egy történelmi személyiség, akit leginkább kedvel | Thomas Münzer, Babœf |
| – és akit a legkevésbé                            | A holnap forradalmárai ("Les Révolutionaires du lendemain")                                                                                  |
| Kedvenc időtöltés                                 | megfigyelni (observer) |
| – hős                                             | Akit a történészek így neveznek: a Nép ("Celui que les historiens nomment: Le Peuple")                                                       |
| – hősnő                                           | Louise Michel |
| – költő                                           | Aesope, Heine, & "auteur des chatiments" (valószínűleg itt Victor Hugóra utal)                                                               |
| – prózaíró                                        | Thomas Buckle |
| – szín                                            | fekete |
| – virág                                           | Ibolya |
| – nevek                                           | "Elise, Marguerite & Tussy" (Tussy Eleanor Marx beceneve)                                                                                    |
| – étel                                            | puding |
| – Mottó                                           | Ha már meg kell halnunk, legalább egy jó cél érdekében haljunk meg. ("S'il faut mourir, tâchons au moins [de] mourir pour une bonne cause.") |
|                                                   | (Saját kezű aláírás) „Léo Frankel“ |

## Emlékezete
- Budapesten 1953-ban a korábban Zsigmond király útjának nevezett utat nevezték el róla. A rendszerváltás után szórványos kezdeményezések ellenére az utcanevet nem változtatták meg.[6] 2012. december 12-én Tarlós István főpolgármester úgy nyilatkozott, hogy Frankel Leóról (munkásmozgalmi harcos volt) ne legyen út elnevezve Budapesten, ezért az út terv szerint visszakapja a Zsigmond király útja nevet. Tarlós a lakossági tiltakozás hatására visszavonta a névcserére vonatkozó terveit.[7]
- Baján a Frankel Leó német nyelvű gimnázium 1990-ig viselte a nevét, azóta MNÁMK (Mo-i Németek Ált. Művelődési Központja) ill. UBZ (Ungarndeutsches Bildungszentrum).
- Párizs XIII. kerületében 2011 óta utca viseli a nevét.[8][9].